# Giorgio Avola
Pour les articles homonymes, voir Avola (homonymie).
Giorgio Avola, né le 8 mai 1989 à Modica, est un escrimeur italien pratiquant le fleuret.

## Biographie
Ayant appris l’escrime au Conad Scherma Modica, son club de toujours, Giorgio Avola est membre de l’équipe nationale italienne d’escrime. Il a remporté le titre mondial par équipe en 2010 et le titre européen individuel lors des championnats d'Europe d'escrime 2011 disputés à Sheffield au Royaume-Uni.

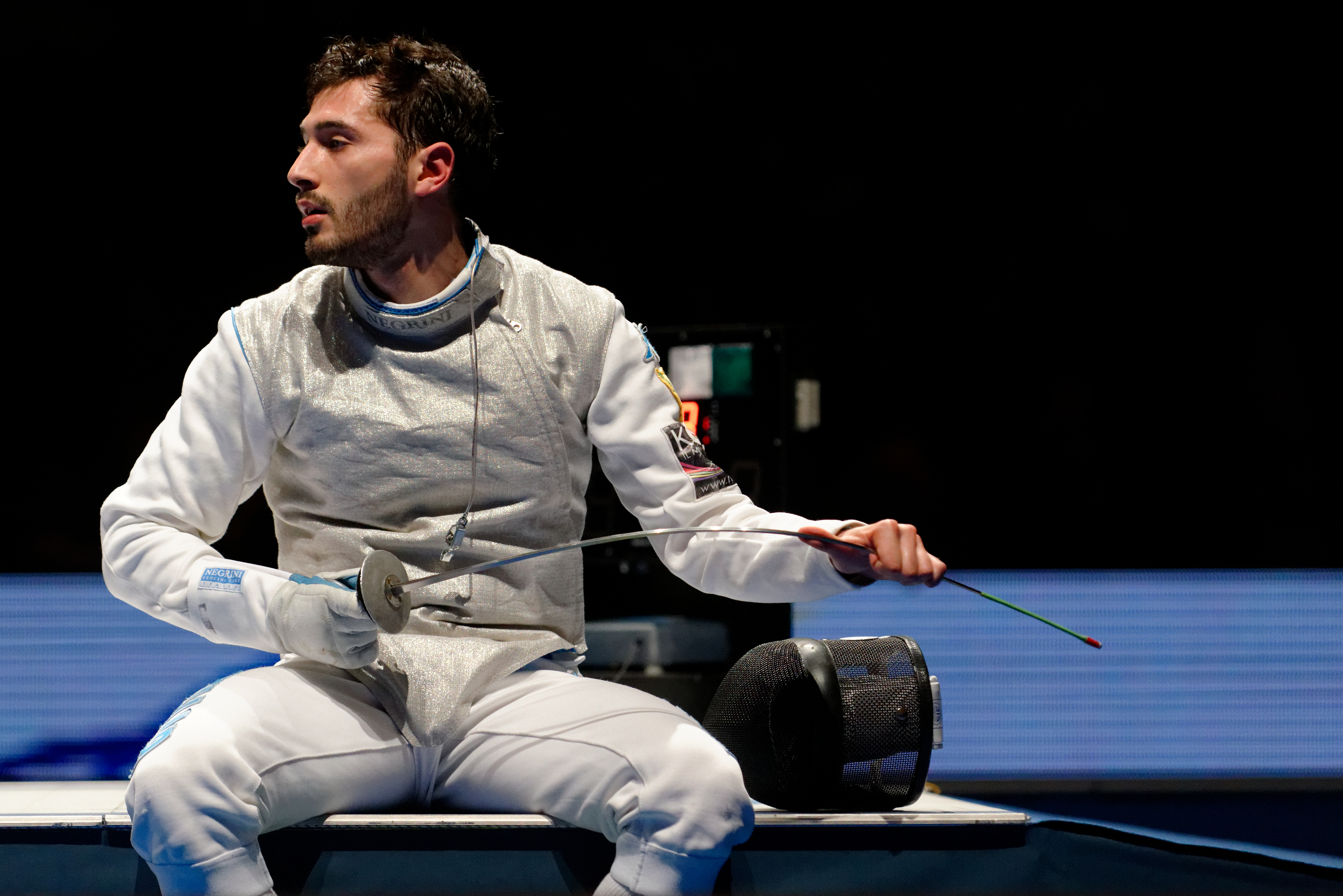
Coupe du monde d'escrime de Leipzig 2017.

Il est en 10e position au classement de la FIE (Fédération internationale d'escrime), ce rang témoigne de son talent technique, étant donné que sa petite taille et son poids léger l'ont longtemps pénalisé. Durant septembre 2013 il a été nommé commandant du Mérite de la République italienne pour ses prestation dans le domaine sportif. Le métier d'escrimeur ne lui permettant pas de vivre, il exerce également la profession d'officier de police. Il est entrainé par deux maitres d'arme : Eugenio Migliore dans son club d'origine (Modica) et Andrea Cipressa en sélection italienne. Il a disputé de nombreuses compétitions en compagnie de légendes comme Baldinni ou Cassara. Il est l'un des meilleurs tireurs de l'équipe d’Italie actuelle qui est composée de Daniele Garozzo, Andrea Cassara, Giorgio Avola et Alessio Foconi.

## Humanitaire
Il a travaillé bénévolement pour une campagne avec le Comité national olympique italien (CONI) et « The School Angelini ». Le programme consiste à rendre visite à des jeunes hospitalisés et à partager son expérience d'athlète.

## Palmarès
- Jeux olympiques d'été de 2012 à Londres
  -  Médaille d'or par équipe

- Championnats du monde
  -  Médaille d'or par équipe aux championnats du monde 2013 à Budapest
  -  Médaille d'or par équipe aux championnats du monde 2015 à Moscou
  -  Médaille d'or par équipe aux championnats du monde 2017 à Leipzig
  -  Médaille d'or par équipe aux championnats du monde 2018 à Wuxi
  -  Médaille de bronze individuel aux championnats du monde 2011 à Catane
  -  Médaille de bronze par équipe aux championnats du monde 2014 à Kazan
  -  Médaille de bronze par équipe aux championnats du monde 2019 à Budapest

- Championnats d'Europe
  -  Médaille d'or par équipes aux championnats d'Europe 2010 à Leipzig
  -  Médaille d'or individuelle aux championnats d'Europe 2011 à Sheffield
  -  Médaille d'or par équipes aux championnats d'Europe 2011 à Sheffield
  -  Médaille d'or par équipes aux championnats d'Europe 2012 à Legnano
  -  Médaille d'argent par équipe aux championnats d'Europe 2014 à Strasbourg
  -  Médaille d'argent par équipe aux championnats d'Europe 2016 à Toruń
  -  Médaille d'argent par équipe aux championnats d'Europe 2018 à Novi Sad
  -  Médaille de bronze individuelle aux championnats d'Europe 2016 à Toruń
  -  Médaille de bronze par équipe aux championnats d'Europe 2017 à Tbilissi
  -  Médaille de bronze individuelle aux championnats d'Europe 2018 à Novi Sad
  -  Médaille de bronze par équipe aux championnats d'Europe 2019 à Düsseldorf